# 安八町立牧小学校
安八町立牧小学校（あんぱちちょうりつ まきしょうがっこう）は、岐阜県安八郡安八町にある公立小学校。

## 通学区域
- 通学区域は牧である。公立中学校の進学先は安八町立登龍中学校である[1]。

## 沿革[2]
- 1873年（明治6年） - 牧村に東遵道義校が開校する。
- 1875年（明治8年） - 牧村学校に改称する。
- 1886年（明治19年） - 牧簡易科小学校に改称する。
- 1887年（明治20年） - 牧尋常小学校に改称する。
- 1897年（明治30年）4月1日 - 牧村、馬瀬村と合併し、牧村が発足。馬瀬地区の児童は平村尋常小学校[3]から牧尋常小学校へ転校となる。
- 1914年（大正3年） - 農業補習学校を附設。
- 1920年（大正9年） - 牧尋常高等小学校に改称する。
- 1941年（昭和16年） - 牧国民学校に改称する。
- 1947年（昭和22年） - 牧村立牧小学校に改称する。
- 1948年（昭和23年）10月1日 - 馬瀬地区が大垣市に編入される。馬瀬地区の児童は大垣市立川並小学校へ転校する。
- 1955年（昭和30年）4月1日 - 名森村、結村、牧村が合併し、安八村が発足。同時に安八村立牧小学校に改称する。
- 1960年（昭和35年）4月1日 - 町制施行、安八町となる。同時に安八町立牧小学校に改称する。